# پائولیاس ماتانه
سر پائولیاس نگونا ماتانه (انگلیسی: Sir Paulias Nguna Matane؛ زادهٔ ۲۱ سپتامبر ۱۹۳۱ – درگذشتهٔ ۱۲ دسامبر ۲۰۲۱) سیاست‌مدار اهل پاپوآ گینه نو بود. وی فرماندار کل پاپوآ گینه نو از ۲۹ ژوئن ۲۰۰۴ تا ۱۳ دسامبر ۲۰۱۰ بود.